# 高安寺 (恵那市)
高安寺（こうあんじ）は、岐阜県恵那市長島町永田にある千手観世音菩薩を本尊とする曹洞宗の寺院。山号は泰養山。恵那三十三観音霊場三番。

## 歴史
天正17年(1589年)永田村の太閤検地帳には、一か寺があり、その名称は慈現寺といい、一反一畝六歩の持田があったことが記されている。
慈現寺と高安寺との関係を裏付ける資料は無いが、この当時には永田村に寺院が存在していたことがわかる。
創建について厳邑府誌には「泰養山 高安寺は邑中に在り。曹洞黒衣、瑞現寺に属す。慶長19年（1614年）其邑長氏建つる所なり」とあるが、
寺伝では、永田村民からの要請を受けた曹洞宗の宗門が教化道場を開くため、寛永20年（1643年）恵那郡千旦林村の大林寺三世の徳外玄隆を遣わして草創開山して泰養山 高安寺と号したという。
大林寺との兼住となった徳外玄隆は、まもなく育翁養公を二世にして、教化と管理を委ねた。
育翁養公が住持であった明暦元年(1655年)に村民の心の拠り所として阿葉院殿により現在の本尊菩薩が祀られた。
その後一時廃れるが、三世の瞻岩存尭により中興された。
文政2年（1819年）曹洞宗の宗門は、高安寺を平僧地から法地として瑞巌台橋を住持に任命した。
明治4年(1871年)、苗木県(旧苗木藩)が岐阜県に吸収されたことにより廃仏毀釈が終了すると、飯地村には寺院が無い状態となり、加茂郡久田見村にある臨済宗妙心寺派の宝蔵寺の檀家となった家、神道に改宗したままの家に分かれた。
高安寺の絶學祖廣(木村祖廣)は、当時は高安寺の住職を引退し隠棲していたが、この状況を憂いて飯地村に寺院を復興することを決意し、私有財産全てを投じて宅地・家屋・田地・山林を購入し、なお沖田を開墾し寺有として基礎固めた。
明治42年(1909年)、静岡県磐田郡富岡村(静岡県磐田市)にある大円寺五世の久岩全良が開山した自法庵の寺号を移すことによって
大正元年(1912年)11月16日に曹洞宗の寺院として自法寺を開山した。
昭和5年(1930年)には、自法寺の住職であった天外祖英(木村祖英)が高安寺に転住している。
その後、教化と伽藍の整備が進められ、現在に至っている。

## 関連寺院
- 瑞現寺　　(恵那市)
- 自法寺　　(恵那市)
- 大林寺　(中津川市)
- 大洞院　(中津川市)